# NAHAマラソン
NAHAマラソン（なはマラソン）とは、毎年12月の第1日曜日に沖縄県那覇市・豊見城市・糸満市・南風原町・八重瀬町の沖縄本島南西部5市町をコース（42.195km）に開催され、日本の中四国地方以西では最大の市民マラソン大会である。テーマは「太陽と海とジョガーの祭典」。

## 概要
那覇市と姉妹都市を結んでいるホノルル（アメリカ合衆国ハワイ州州都）を中心にオアフ島で毎年12月の第2日曜日に開催されているホノルルマラソンにちなんで、1985年に那覇市とホノルル市の姉妹都市締結25周年を記念して第1回大会が開催された。
開催日は第1回はホノルルマラソンと同じ12月8日だったが、翌年1986年の第2回から12月の第1日曜日となった（但し1990年の第6回を除く）。しかし2020年・21年（第36回）はCOVID-19の影響で実質中止（2年延期）となった。
制限時間は6時間15分。
参加資格は16歳以上。参加者数は第1回は4,503人だったが、第5回大会で1万人、第10回大会で2万人を超え、現在では参加者定員数は30,000人に増えた。内訳をみても沖縄県内からの参加は全体の7割前後を占めるものの、沖縄県外や海外からの参加も年々増加している。逆に完走率（制限時間を切れた人の割合）は最初の3回は90％台だったが、ここ10年の殆どは70％前後で推移しているものの、気温が高かった1999年大会は完走率が大会史上最悪の52.3%に留まり、2016年大会も同様の条件により完走率が53.20%と最悪の数値に並ぶ結果となった。
第28回大会（2012年）より日本陸連の公認大会に認定された。

### 大会スターター
スタート時は第16回までは那覇市長のピストルによる合図だったが、第17回より那覇市長とスターターによる鐘（万国津梁之鐘）による合図で行われており、そのスターターは主に沖縄県出身の有名人が務めている。
- 17回大会（2001年） 国仲涼子（女優）
- 18回大会（2002年） 新垣渚（プロ野球選手）
- 19回大会（2003年） 宮里藍（プロゴルファー）
- 20回大会（2004年） 宮里美香（アマチュアゴルファー）
- 21回大会（2005年） 豊見城あずさ（空手家）、石川出（興南高校男子ハンドボール部主将）
- 22回大会（2006年） 知花くらら（2006ミス･ユニバース世界大会第2位）
- 23回大会（2007年） 比嘉愛未（女優）
- 24回大会（2008年） 我那覇和樹（プロサッカー選手）、大城みさき（ウエイトリフティング選手）
- 25回大会（2009年） 諸見里しのぶ（プロゴルファー）
- 26回大会（2010年） 阿部慎之助[3]（プロ野球選手）、上原彩子（プロゴルファー）
- 27回大会（2011年） 満島ひかり（女優）
- 28回大会（2012年） 宮國椋丞（プロ野球選手）
- 29回大会（2013年） MAX（音楽グループ）
- 30回大会（2014年） 具志堅用高（元プロボクサー、タレント）
- 31回大会（2015年） スリムクラブ（お笑いコンビ）
- 32回大会（2016年） 仲里進（車いすラグビー選手）、糸数陽一（重量挙げ選手）
- 33回大会（2017年） 比嘉大吾（プロボクサー）
- 34回大会（2018年） 新垣比菜（プロゴルファー）
- 35回大会（2019年） 大城卓三（プロ野球選手）
- 36回大会（2022年） 黒島結菜（女優）
- 37回大会（2023年） 喜納翼（女子車いすマラソン選手）、宮本昌典（ウェイトリフティング選手）
- 38回大会（2024年） ガレッジセール（お笑いコンビ）

### 運営
- 主催：NAHAマラソン協会（那覇市、沖縄陸上競技協会、南部広域市町村圏事務組合、沖縄タイムス社、琉球放送、那覇市観光協会、那覇市教育委員会）
- 主管：NAHAマラソン協会実施本部
- 後援：内閣府、ホノルル市、沖縄県、（一財）沖縄観光コンベンションビューロー 、沖縄県市町村教育委員会連合会、那覇商工会議所、那覇市体育協会、那覇市陸上競技協会、琉球朝日放送、ランニングマガジン「クリール」

### オフィシャルスポンサー
現在
NTT西日本沖縄支店（1998年までNTT沖縄支店）、琉球銀行、アンダーアーマー(2015年から)、エヌエヌ生命保険(2015年から)、全日本空輸（ANA）、佐藤製薬(2019年から)　
過去
沖縄コカ・コーラボトリング、 オリオンビール、全労済、日本航空、りゅうせきネットワーク会議、ニューバランスほか

### 公式テーマソング
しゃかり「空の風」
1999年の第15回大会を記念し制作された。

## コース
スタートは第3回までが那覇商業高校（那覇市松山）前だったが、第4回以降は現在の奥武山運動公園（先頭は明治橋～旭橋交差点前）となった。ゴールは第1回から奥武山陸上競技場となっている。
コースは日本陸上競技連盟公認の平和祈念公園を中間点とする平和祈念公園コース（42.195km）で、第15回前後から現在のコースとなった。
- 自治体・那覇市－豊見城市－那覇市－南風原町－八重瀬町－糸満市－豊見城市－那覇市
- 主な道路・奥武山運動公園～明治橋（スタート）～旭橋交差点－国道58号－沖縄県道42号線（御成橋通り）－沖縄県道39号線（国際通り）－国道330号（ひめゆり通り）－国道507号古波蔵大通り（旧329号本線）－沖縄県道11号線（バイパス）－国道329号（那覇東バイパス）－国道507号－国道331号－平和祈念公園（中間点）－国道331号（小禄バイパスは通るが、名城バイパス区間は旧道を通る）－沖縄県道221号那覇内環状線－沖縄県道7号奥武山米須線－奥武山陸上競技場（ゴール）

折り返し地点が1つも存在しない周回コースである。
第23回大会より、奥武山野球場改築工事によりスタート・ゴールの奥武山公園や中間地点の平和祈念公園を中心にコースが一部変更される。また30km過ぎの関門地点だった兼城交差点が付近のマンション建設により、約1.6km先の阿波根交差点に変更される（このため制限時間がこの関門地点のみ15分繰り下げる）。

## テレビ・ラジオ中継
主催者である琉球放送（RBC）が第1回からテレビ・ラジオ独占中継している。テレビはスタート前の8:00過ぎから11:30まで（その後JNNニュースが放送されるため）放送しているが、トップランナーのゴールの瞬間が見られないこともあり、以前はJNNニュースを全国ネット枠も含めマラソン中継に差し替えることもあった。その後、奥武山の最終ランナーのゴール時刻となる15:00前から約1時間放送される。なお通常8:00から放送している「サンデーモーニング」はマラソン開催日に限り、「アッコにおまかせ!」に引き続いて12:54～14:48に時差放送される（ネットスポンサーもそのまま移動される）。さらに、年末には1時間～1時間半の総集編が放送される。ラジオは同じくスタート前の8:30過ぎから最終ゴールの15:00過ぎまで放送される。
普通のマラソン中継のようにトップランナーを映すだけではなく、主要ポイントを随時リポーターが中継したり、ラジオでは最後尾の地点もリポートする（最後尾を追いかける中継車（ラジオカー）がある）。またトップランナーがゴールした後は、各関門の制限時刻前後にその地点を中継したり、ランナーへのインタビューを行う。
国内最大級の市民マラソン大会でありながらテレビやラジオによる中継は沖縄県内でしか放送されないが、過去に昼のJNNニュースの全国枠でNAHAマラソンの模様が取り上げられたことがある。またマラソンの模様がインターネット中継されたこともある（地上波がCM中や中継時間外でもそのままランナーの模様が見ることができた）。また、キー局のTBSや福岡のRKB毎日放送などJNN・JRN系列局からも何人か応援スタッフとして中継に参加している。
主催者でもある沖縄タイムスから、完走した全選手の順位表が別刷りで発行される。

## 過去に参加経験のある有名人
- 鈴木宗男(参議院議員・現新党大地代表、沖縄開発庁長官時代に参加経験あり)
- 織田無道(1990年代～2000年頃にかけ参加経験あり)
- 増田明美(ゲスト参加経験あり)
- 藤村信子(招待選手参加 1999年2位)
- 武田真一(元NHK・フリーアナウンサー)沖縄放送局在籍時の第23回大会に出場し5時間36分で完走（8279位）し、第24回・第25回でも完走を果たしている
- エリック・ワイナイナ(招待選手参加 2007年、2009年、2010年、2011年、2012年、2013年)
- Nana、Mina（MAX）（2009年）
- 神田咲実（2009年）[5]
- 川内優輝（招待選手参加 2014年・第30回大会、大会新記録の2時間13分43秒で優勝）

## 歴代優勝者

### 男子
| 大会回数（開催日）  | 優勝選手名 | 都道府県 | 優勝タイム             |
| ------------------- | ---------- | -------- | ---------------------- |
| 1（1985年12月8日）  | 加藤竹男   | 愛知     | 2時間31分51秒          |
| 2（1986年12月7日）  | 室井道人   | 神奈川   | 2時間31分37秒          |
| 3（1987年12月6日）  | 佐藤健二   | 宮城     | 2時間31分54秒          |
| 4（1988年12月4日）  | 佐藤健二   | 宮城     | 2時間33分32秒          |
| 5（1989年12月3日）  | 天久久志   | 沖縄     | 2時間27分27秒          |
| 6（1990年12月9日）  | 竹内謙一郎 | 神奈川   | 2時間29分17秒          |
| 7（1991年12月1日）  | 今井宏     | 神奈川   | 2時間25分21秒          |
| 8（1992年12月6日）  | 下田登     | 沖縄     | 2時間27分35秒          |
| 9（1993年12月5日）  | 下田登     | 沖縄     | 2時間26分07秒          |
| 10（1994年12月4日） | 仲川栄二   | 東京     | 2時間23分09秒          |
| 11（1995年12月3日） | 山本泰明   | 茨城     | 2時間23分51秒          |
| 12（1996年12月1日） | 根岸啓治   | 東京     | 2時間24分22秒          |
| 13（1997年12月7日） | 根岸啓治   | 東京     | 2時間25分33秒          |
| 14（1998年12月6日） | 谷久保達弥 | 沖縄     | 2時間30分54秒          |
| 15（1999年12月5日） | 谷久保達弥 | 沖縄     | 2時間25分29秒          |
| 16（2000年12月3日） | 山根文雄   | 神奈川   | 2時間31分29秒          |
| 17（2001年12月2日） | 谷久保達弥 | 沖縄     | 2時間25分19秒          |
| 18（2002年12月1日） | 谷久保達弥 | 沖縄     | 2時間25分05秒          |
| 19（2003年12月7日） | 谷久保達弥 | 沖縄     | 2時間23分05秒          |
| 20（2004年12月5日） | 末松隆二   | 沖縄     | 2時間30分49秒          |
| 21（2005年12月4日） | 岩佐正則   | 千葉     | 2時間29分21秒          |
| 22（2006年12月3日） | 坂中伸作   | 鹿児島   | 2時間27分05秒          |
| 23（2007年12月2日） | 末松隆二   | 沖縄     | 2時間30分55秒          |
| 24（2008年12月7日） | 鄭雲山     | 韓国     | 2時間28分24秒          |
| 25（2009年12月6日） | 平良長真   | 沖縄     | 2時間25分50秒          |
| 26（2010年12月5日） | 早坂光司   | 宮城     | 2時間26分41秒          |
| 27（2011年12月4日） | 大中健嗣   | 京都     | 2時間25分01秒          |
| 28（2012年12月2日） | 大中健嗣   | 京都     | 2時間27分03秒          |
| 29（2013年12月1日） | 平田繁聡   | 静岡     | 2時間27分56秒          |
| 30（2014年12月7日） | 川内優輝   | 埼玉     | 2時間13分43秒          |
| 31（2015年12月6日） | 竹中友人   | 京都     | 2時間23分05秒          |
| 32（2016年12月4日） | 照屋友貴   | 沖縄     | 2時間31分01秒          |
| 33（2017年12月3日） | 濱崎達規   | 沖縄     | 2時間20分30秒          |
| 34（2018年12月2日） | 仲間孝大   | 沖縄     | 2時間25分46秒          |
| 35（2019年12月1日） | 濱崎達規   | 沖縄     | 2時間22分48秒          |
| 36（2022年12月4日） | 宮城響     | 沖縄     | 2時間30分44秒          |
| 37（2023年12月3日） | 牛山純一   | 長野     | 2時間22分11秒          |
| 38(2024年12月1日)   | 鈴木智     | 東京     | 2時間22分07秒 (速報値) |

### 女子
| 大会回数（開催日）  | 優勝選手名 | 都道府県 | 優勝タイム             |
| ------------------- | ---------- | -------- | ---------------------- |
| 1（1985年12月8日）  | 宇久田安枝 | 沖縄     | 3時間32分35秒          |
| 2（1986年12月7日）  | 古賀純子   | 福岡     | 3時間31分12秒          |
| 3（1987年12月6日）  | 木村幸恵   | 宮城     | 3時間08分20秒          |
| 4（1988年12月4日）  | 本村直子   | 沖縄     | 3時間12分10秒          |
| 5（1989年12月3日）  | 須田良子   | 群馬     | 3時間02分25秒          |
| 6（1990年12月9日）  | 須田良子   | 群馬     | 3時間09分44秒          |
| 7（1991年12月1日）  | 広沢玲子   | 東京     | 2時間57分40秒          |
| 8（1992年12月6日）  | 大門圭子   | 岐阜     | 2時間57分42秒          |
| 9（1993年12月5日）  | 宮田操     | 神奈川   | 2時間49分59秒          |
| 10（1994年12月4日） | 福地良子   | 群馬     | 2時間48分53秒          |
| 11（1995年12月3日） | 池田千枝   | 茨城     | 2時間50分14秒          |
| 12（1996年12月1日） | 池田千枝   | 茨城     | 2時間47分15秒          |
| 13（1997年12月7日） | 大門圭子   | 奈良     | 2時間50分55秒          |
| 14（1998年12月6日） | 大門圭子   | 奈良     | 2時間54分44秒          |
| 15（1999年12月5日） | 大門圭子   | 奈良     | 2時間56分27秒          |
| 16（2000年12月3日） | 星野芳美   | 静岡     | 2時間53分55秒          |
| 17（2001年12月2日） | 市川良子   | 山口     | 2時間35分52秒          |
| 18（2002年12月1日） | 星野芳美   | 静岡     | 2時間46分26秒          |
| 19（2003年12月7日） | 星野芳美   | 静岡     | 2時間48分44秒          |
| 20（2004年12月5日） | 安仁屋那津 | 沖縄     | 3時間00分27秒          |
| 21（2005年12月4日） | 小池瞳     | 新潟     | 2時間48分23秒          |
| 22（2006年12月3日） | 川越真紀子 | 千葉     | 2時間50分28秒          |
| 23（2007年12月2日） | 川越真紀子 | 千葉     | 2時間52分26秒          |
| 24（2008年12月7日） | 田中千洋   | 兵庫     | 2時間43分57秒          |
| 25（2009年12月6日） | 水谷理紗   | 茨城     | 2時間50分42秒          |
| 26（2010年12月5日） | 高岩由     | 茨城     | 2時間59分27秒          |
| 27（2011年12月4日） | 相川友香   | 東京     | 2時間58分04秒          |
| 28（2012年12月2日） | 廣瀬光子   | 東京     | 2時間51分52秒          |
| 29（2013年12月1日） | 廣瀬光子   | 東京     | 2時間53分34秒          |
| 30（2014年12月7日） | 廣瀬光子   | 東京     | 2時間48分06秒          |
| 31（2015年12月6日） | 廣瀬光子   | 東京     | 2時間53分44秒          |
| 32（2016年12月4日） | 廣瀬光子   | 東京     | 2時間49分26秒          |
| 33（2017年12月3日） | 廣瀬光子   | 東京     | 2時間48分17秒          |
| 34（2018年12月2日） | 田中華絵   | 東京     | 2時間43分20秒          |
| 35（2019年12月1日） | 田中華絵   | 東京     | 2時間42分40秒          |
| 36（2022年12月4日） | 安里真梨子 | 沖縄     | 2時間59分22秒          |
| 37（2023年12月3日） | 鴈原淳子   | 東京     | 2時間48分34秒          |
| 38 (2024年12月1日)  | 山田麻里江 | 沖縄     | 2時間55分39秒 (速報値) |

## 備考
当大会が間もない頃、「NAHAマラソン」の「NAHA」の部分を漢字や片仮名にして「ナハマラソン」や「那覇マラソン」と表示することもあったが、現在は本来の「NAHAマラソン」に統一している。なお漢字の「那覇マラソン」の名称はかつて琉球新報主催で「新報那覇マラソン」で使われていたが、1993年に第1回が開催された「おきなわマラソン」に発展的解消しており、現在は廃止されている。

## 参照
1. ↑  大会履歴 - NAHAマラソン第29回大会 2013/12/1
2. ↑  http://article.okinawatimes.co.jp/article/2012-11-15_41557
3. ↑  阿部は沖縄県出身ではないが次年に読売ジャイアンツが沖縄セルラースタジアム那覇でキャンプを行うため特別に招かれた。
4. ↑  それまでは国際通りの後に安里交差点を経由したり、那覇東バイパス全線開通前は国道329号を国場交差点経由で507号に入ったり、35km以降は小禄バイパスを通らず旧道（現在の沖縄県道231号那覇空港線）を通って、赤嶺交差点から国道331号を通っていた。
5. ↑  “神田咲実 12月6日NAHAマラソン完走”. Heureuse ウルズ.  ヒラタオフィス (2009年12月9日). 2014年9月13日閲覧。
6. ↑  エリック・ワイナイナの2時間26分40秒はゲスト出場のため参考記録
7. 1 2  現在の大会最高記録